# Downham
Pour les articles homonymes, voir Downham (homonymie).
Downham est un quartier du Sud-Est de Londres, faisant partie du borough londonien de Lewisham sur la rive Sud de la Tamise.